# Montevideo FC
Club Atlético Montevideo – urugwajski klub piłkarski z siedzibą w mieście Montevideo.

## Historia
Klub założony został przez niemieckich imigrantów pod nazwą Deutscher Fussball Klub (* 1896). Od 1900 roku Deutscher FK rozgrywał swoje mecze domowe na stadionie Estadio Gran Parque Central. Był jednym z czterech klubów, które wzięły udział w pierwszych mistrzostwach Urugwaju. Deutscher FK w tym historycznym turnieju zajął czwarte, ostatnie miejsce.
Także w 1901 roku klub zajął czwarte miejsce. Natomiast w dwóch następnych sezonach – w 1902 i 1903 roku – klub zajął trzecie, najwyższe w historii miejsce. W 1904 roku mistrzostw Urugwaju nie zorganizowano, za to w 1905 roku klub przystąpił do ligowych rozgrywek pod nową nazwą – Teutonia. W końcowej tabeli Teutonia zajęła czwarte miejsce.
W 1906 roku Teutonia znów była czwarta, po czym doszło do kolejnej zmiany nazwy. W 1907 roku klub pod nazwą CA Montevideo zajął w tabeli 5 miejsce. W 1908 roku było jeszcze gorsze 8 miejsce, a w 1909 roku 9 miejsce i spadek z ligi.
Łącznie klub spędził w pierwszej lidze urugwajskiej 9 sezonów. Rozegrał w tym czasie 101 meczów (28 zwycięstw, 13 remisów i 60 porażek), zdobył 114 bramek oraz stracił 236 bramek.